# Vitstrumporna
Vitstrumporna kallas de baltiska kvinnliga krypskyttarna som påstås ha deltagit i strider mot Ryska armén sedan slutet på 1990-talet, till exempel i Tjetjenska kriget. Detta är en vandringssägen som återigen dykt upp i samband med kriget i Sydossetien 2008.